# Aione del Friuli
Aione del Friuli (in latino: Aio anche Haio e Ayo; ... – 819) fu un funzionario carolingio, presumibilmente conte della marca del Friuli dall'808 all'817.
Nell'811, come confermato da Eginardo e dagli Annales Fuldenses, Aione con Ugo, conte di Tours, e con Haito, vescovo di Basilea fu inviato come missus dominicus  per incontrare emissari bizantini e confermare la Pax Nicephori.